# Hemistola isommata
Hemistola isommata là một loài bướm đêm trong họ Geometridae.